# 다니엘 폴랑코

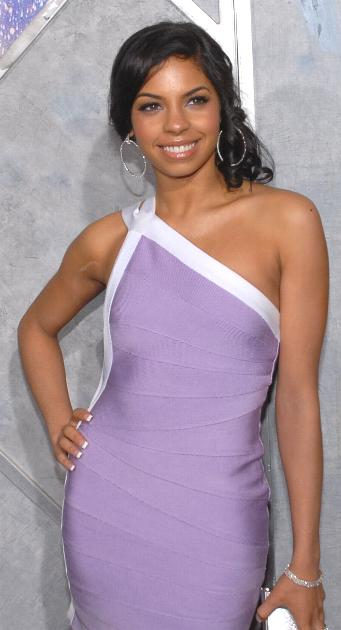

다니엘 폴랑코(Danielle Polanco, 1985년 10월 26일 ~ )는 미국의 배우, 안무가, 댄서, 영화배우이다.

## 영화
- 스텝 업 2 - 더 스트리트 (2008년) - 미시 역
- 아이들와일드 (2006년)